# Насо (недельная глава)
Насо (ивр. נָשֹׂא‎) — одна из 54 недельных глав-отрывков, на которые разбит текст Пятикнижия (Хумаша). 35-й раздел Торы, 2-й раздел книги Чисел.

## Краткое содержание
После завершения поголовного исчисления евреев, отдельно подсчитывается количество левитов в возрасте от 30 до 50 лет — 8580 человек, тех, кто были пригодны для служения и переноски Святилища. Всевышний сообщает Моше закон о соте, распутной жене, заподозренной мужем в неверности. Также дается закон о назире, человеке, давшем обет воздержания от вина, которому запрещено стричь волосы и становиться ритуально нечистым от прикосновения к мёртвому телу.
Первосвященнику Аарону и всем его потомкам — коэнам, даётся заповедь благословлять народ Израиля особым тройным благословением. Главы двенадцати колен Израилевых приносят свои подношения в честь освящения жертвенника. Хотя дары их всех одинаковы, они приносятся не в один день, а в разные дни на протяжении двенадцати дней, и во всех подробностях отдельно описываются в Торе.